# Георги Радовани
Георги Ангел Радовани (на албански: Gjergj Engjëll Radovani) е апостолически викарий на Софийско-Пловдивския апостолически викариат и по-късно е избран за шкорденски епископ и барски архиепископ.

## Биография
Георги Радовани е роден през 1734 г. в Шкодра, Албания. Сродник на архиепископ Никола Радовани.
Пристига в България през 1757 г. и е назначен в свещеник в село Калъчлии. Обслужва селата наоколо, включително и Пловдив.
Неговото архиерейско служене, започнало през 1767 г., е изпълнено с големи трудности – миряните са покосени от чумна епидемия, свещниците са преследвани от турските заптиета и изнудвани да им плащат за да избегнат неприятности.
През 1773 г. се завръща в Албания, където е ръкоположен за Шкодренски епископ и на негово място като апостолически викарий е назначен Павел Дуванлията. На 23 аррил 1787 г. е избран за Барски архиепископ в Черна гора.
Георги Радовани умира на 15 ноември 1790 г. в Анкона, Италия.